# 大連友誼
大連友誼，全稱大連友誼（集團）股份有限公司 （深交所：000679），成立於1993年，是以百貨零售、酒店管理及房地產開發為企業主要營運項目，策略性投資為輔的大型綜合性商貿企業集團，於1996年12月18日在中國深圳證券交易所掛牌上市，股本總額23,760萬股
。
2016年，該公司主營業務收入為1,927,320,000元，公司淨利潤為133,730,000元，公司總資產為6,941,300,000元。大連友誼集團的經營範圍含蓋：商品零售、酒店、旅遊、進出口貿易、倉儲、免稅商品、美容美髮、對船供應等。